# Hengel (plant)
Hengel (Melampyrum pratense) is een plant uit de bremraapfamilie (Orobanchaceae). Tot 2001 werd de soort ingedeeld bij de helmkruidfamilie (Scrophulariaceae).
Het is een halfparasiet, hij heeft groene blaadjes voor fotosynthese, maar water met nutriënten wordt door de wortels afgetapt uit de wortels van andere planten. Met deze strategie kan hengel in een aantal weken volledig uitgroeien en ook in droge milieus voldoende water opnemen. Bekende gastplanten zijn eik, berk en bosbes. 
De vierkantige stengels zijn voorzien van opstijgende zijtakken en een wat overhangende top. De bladeren zijn eirond tot langwerpig. Een trosvormige bloeiwijze is naar één zijde gericht. Ze draagt geelwitte bloemen die maximaal 2 cm groot zijn en bestaan uit een kroonbuis die veel langer is dan de kelktanden. De vrucht is een doosvrucht met zaden die korter leven dan een jaar en dus voor de winter kiemen. Hengel bloeit van mei tot september en sterft af aan het eind van de zomer. Vanaf juli vindt de verspreiding van het zaad plaats, waarschijnlijk met behulp van mieren.

## Ecologie
De plant komt voor in open bossen, bosranden, houtwallen en wegbermen met bomen. Hoewel hengel in Nederland sinds 1950 flink is achteruitgegaan, komt hij nog vrij algemeen voor in het oosten van het land. In België komt de soort vooral voor in de Kempen maar is in de rest van België eerder zeldzaam. Op de Veluwe is Hengel gebonden aan bosrelictstandplaatsen, met een zwaartepunt in bossen op gestuwd preglaciaal en op overstoven terrein. Bij nederzettingen groeit de soort vooral op wallen.

### Syntaxonomie
Hengel staat te boek als kensoort van de klasse van gladde witbol en havikskruiden (Melampyro-Holcetea mollis).

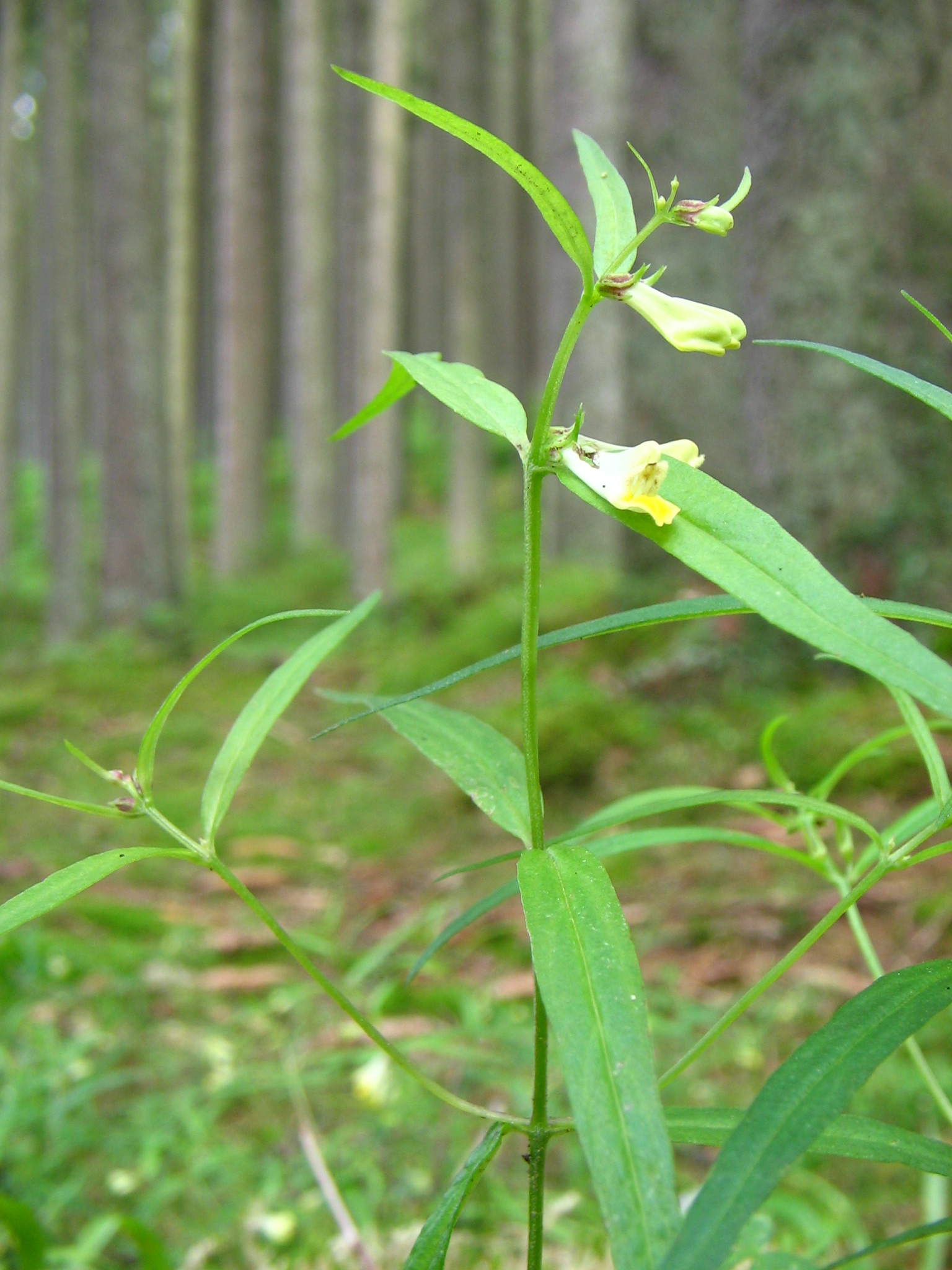
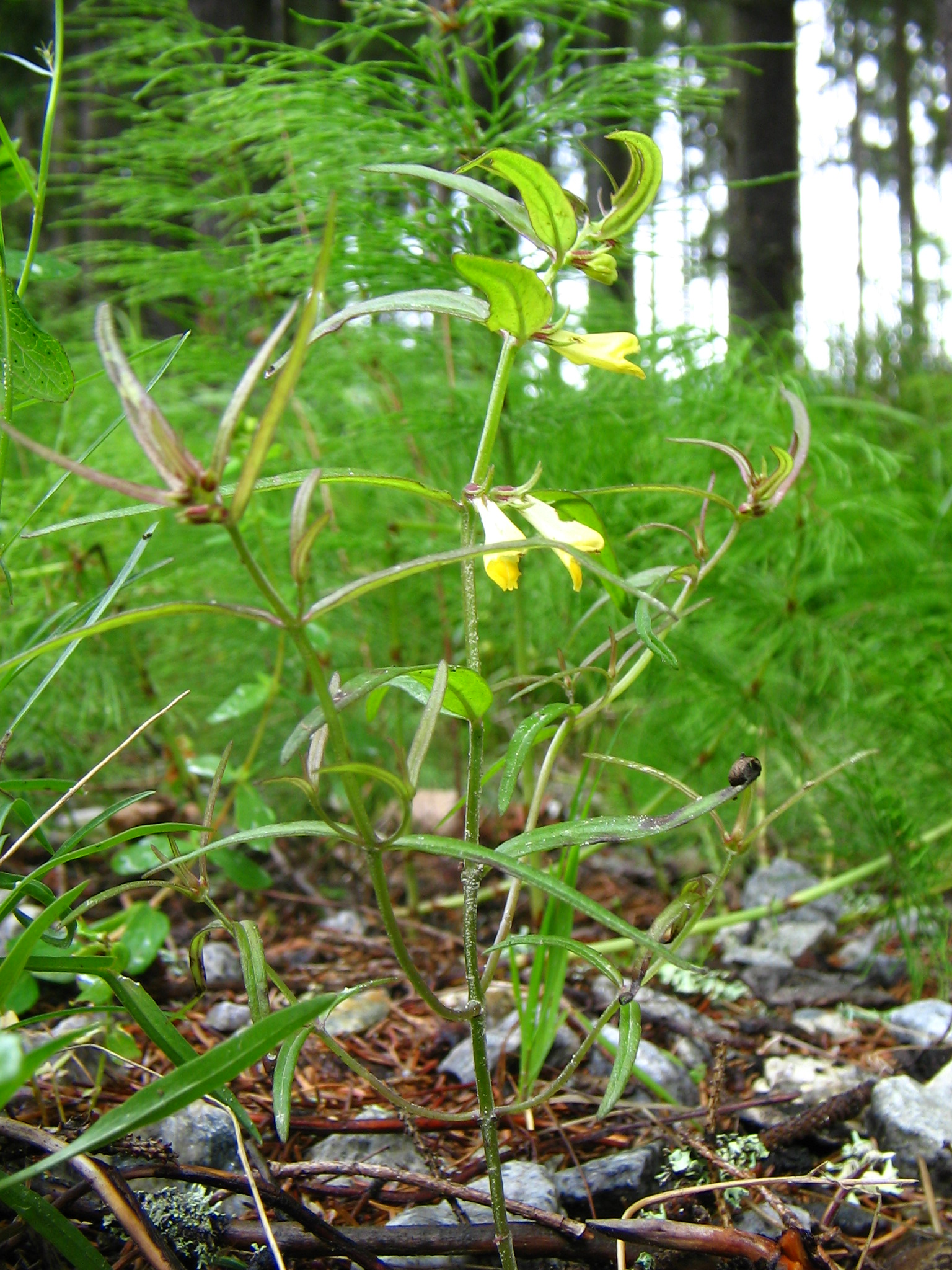
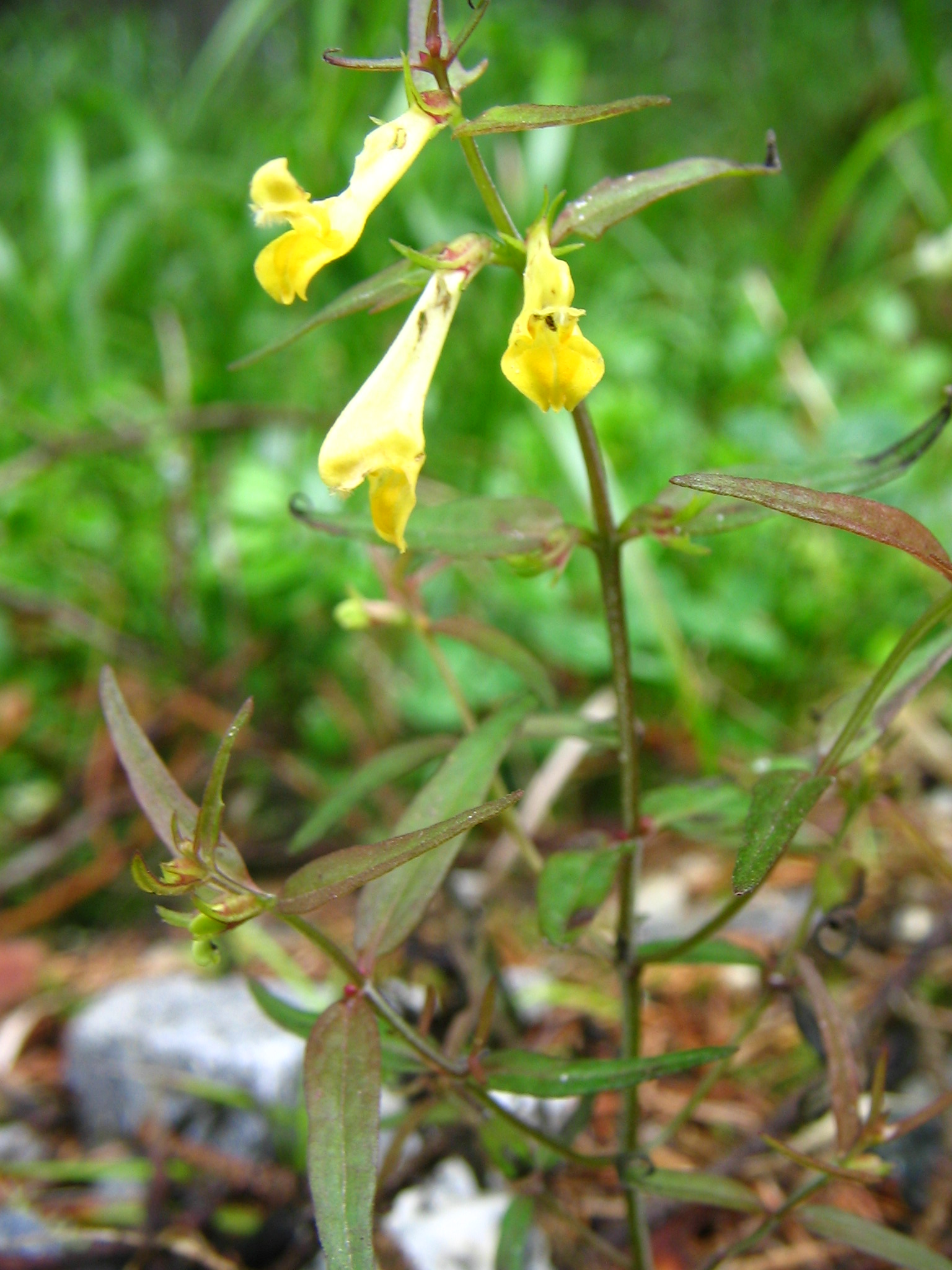

1. ↑  Bijlsma, R.J. 2002. Bosrelicten op de Veluwe. Een historisch-ecologische beschrijving. Alterra, Wageningen.